# S/2009 S 1

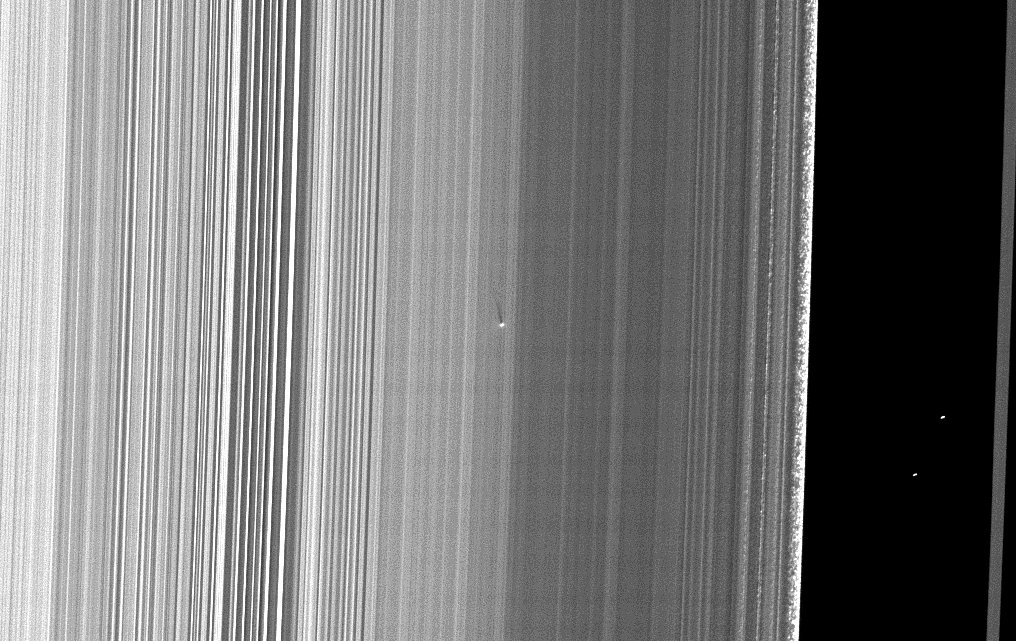
照片中间拖着很长阴影的亮点即S/2009 S1，卡西尼号位于照片右侧。

S/2009 S 1，环绕土星运行的一颗卫星，目前尚未正式命名。由行星科学家卡罗琳·C·波尔科以及卡西尼成像小组（Cassini Imaging Team）于2009年7月26日发现。它绕土星运行轨道的半长轴约为117,000千米，衛星直径约400米，位于土星B环外侧。它被注意到是由于其在土星环上投影出大约长36千米的阴影（如图），计算后发现它在土星环的上方約150米。这张照片是在离土星296,000千米远处拍摄的。

## 相册

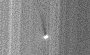
中间的亮点是S/2009 S 1
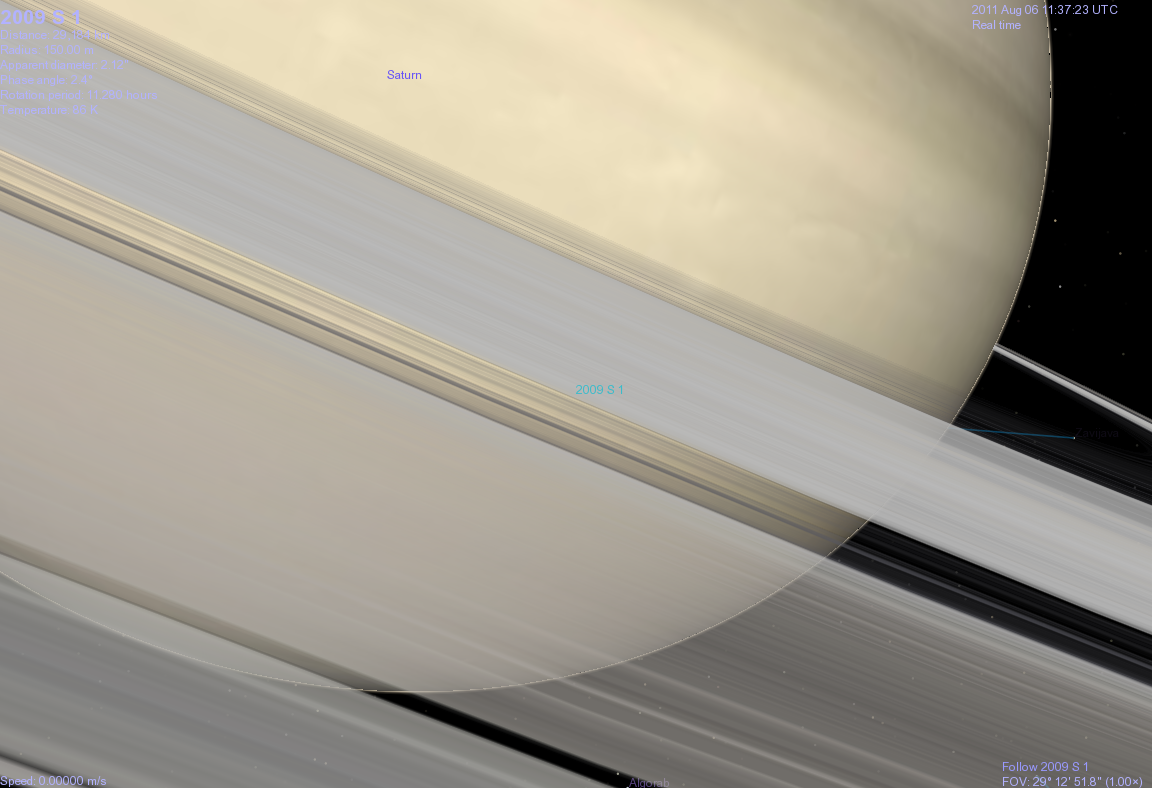
以S/2009 S 1为视角的A环。这颗卫星很小并处于土星环的深处。